# René Lasserre (chef cuisinier)
 (décembre 2023).
Si vous disposez d'ouvrages ou d'articles de référence ou si vous connaissez des sites web de qualité traitant du thème abordé ici, merci de compléter l'article en donnant les références utiles à sa vérifiabilité et en les liant à la section « Notes et références ».
Pour les articles homonymes, voir René Lasserre et Lasserre.
René Lasserre, né le 12 novembre 1912 à Bayonne et mort le 15 mars 2006 à Morsang-sur-Seine, est un chef cuisinier, fondateur du restaurant institutionnel gastronomique Lasserre, au cœur du 8e arrondissement de Paris, face au Palais de la découverte.

## Biographie
René Lasserre est un Basco-Béarnais, né à Bayonne où ses parents tiennent un petit café-restaurant. Son père meurt accidentellement alors que René Lasserre a neuf mois.
Il arrive à Paris à douze ans avec son certificat d'études en poche et devient commis. À 17 ans, il est chef de rang. Il passe au Pavillon d'Armenonville, au Lido, chez Drouant et chez Prunier.
En 1942, il devient propriétaire du petit bistrot-hangar construit pour l'Exposition universelle de 1937 dans le jardin d'un hôtel particulier, situé au 17, avenue Victor-Emmanuel III, une avenue rebaptisée avenue Franklin-D.-Roosevelt à la Libération.
En 1952, il transforme son établissement en petit hôtel particulier de luxe style Directoire avec toit ouvrant. Il organise des galas festifs avec défilés de mannequins, champagne à flots, fêtes délirantes, qui réunissent le tout-Paris, dont Salvador Dalí, Robert De Niro, Luis Mariano, André Malraux (qui vient tous les jours), Audrey Hepburn, Fernandel, Roger Pierre et Jean-Marc Thibault, Orson Welles…
La cave contient 200 000 bouteilles, dont 49 millésimes de Haut-Brion et cent garçons servent cent couverts par repas. « Un service omniprésent. Chaque coquille d'huître était enlevée au fur et à mesure. À la pince. »[réf. nécessaire]
En 1949, il décroche sa première étoile au Guide Michelin, puis la deuxième en 1951 et la troisième en 1962.
En 1965, son fils Claude Lasserre épouse Mylène Ventura (1946-1998), fille aînée de Lino Ventura. Tous deux trouvent la mort dans un accident d'avion.
En 2001, il se retire complètement et passe les commandes à son ancien second, Gérard Louis-Canfailla, dit « Monsieur Louis » qui continue avec 2 étoiles au Guide Michelin.
En 2006, il disparaît à 93 ans à son domicile de Morsang-sur-Seine dans l'Essonne.
Depuis 2014, un trophée sur l'art de la découpe lui rend hommage, organisé par l'Association pour la sauvegarde et la promotion des arts de la table et du service à la française, le Trophée René Lasserre.

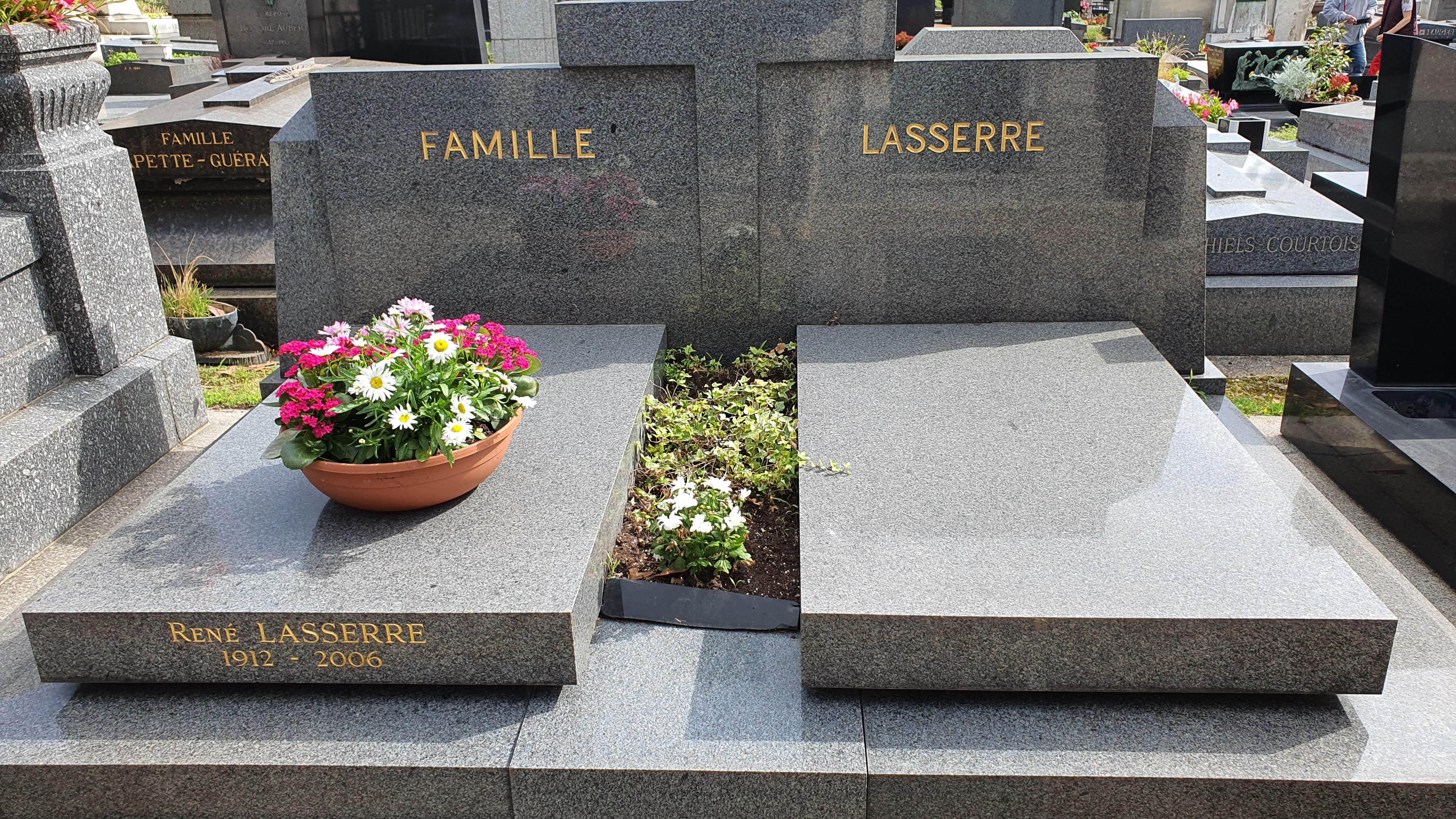
Sépulture de René Lasserre.

Il repose au cimetière de Passy à Paris (10e division).

## Quelques plats iconiques
- Le foie gras chaud rôti aux poires
- Pigeon André Malraux (farci au foie gras)
- Le macaroni aux truffes noires et foie gras
- Le « mesclagne mère Irma » (en souvenir de ce plat landais qu'aimait cuisiner la mère de René)[3]